# Agave filifera
Agave filifera es una planta suculenta perteneciente a la familia de las agaváceas.

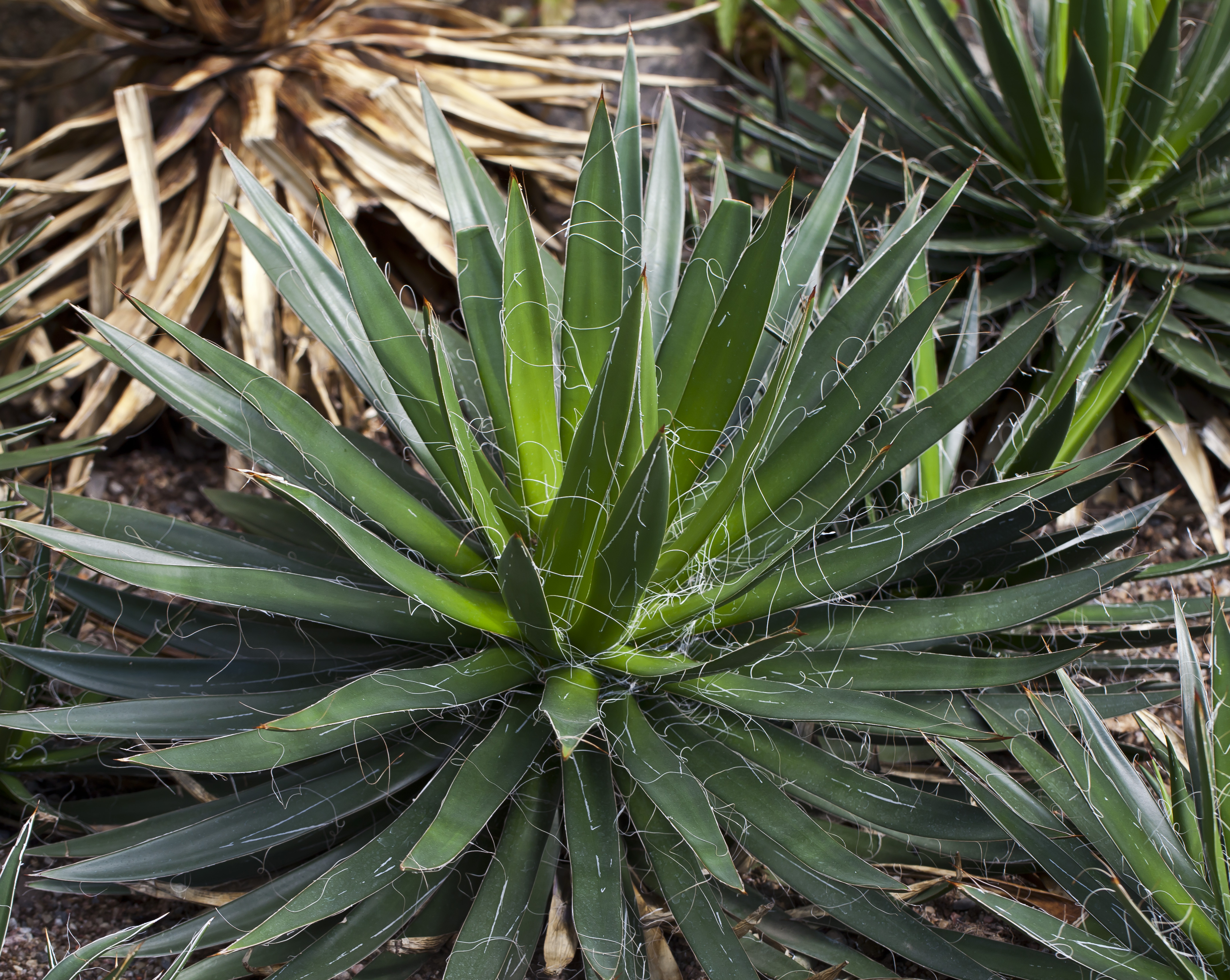
Ejemplar en el jardín botánico de Tallin, Estonia.

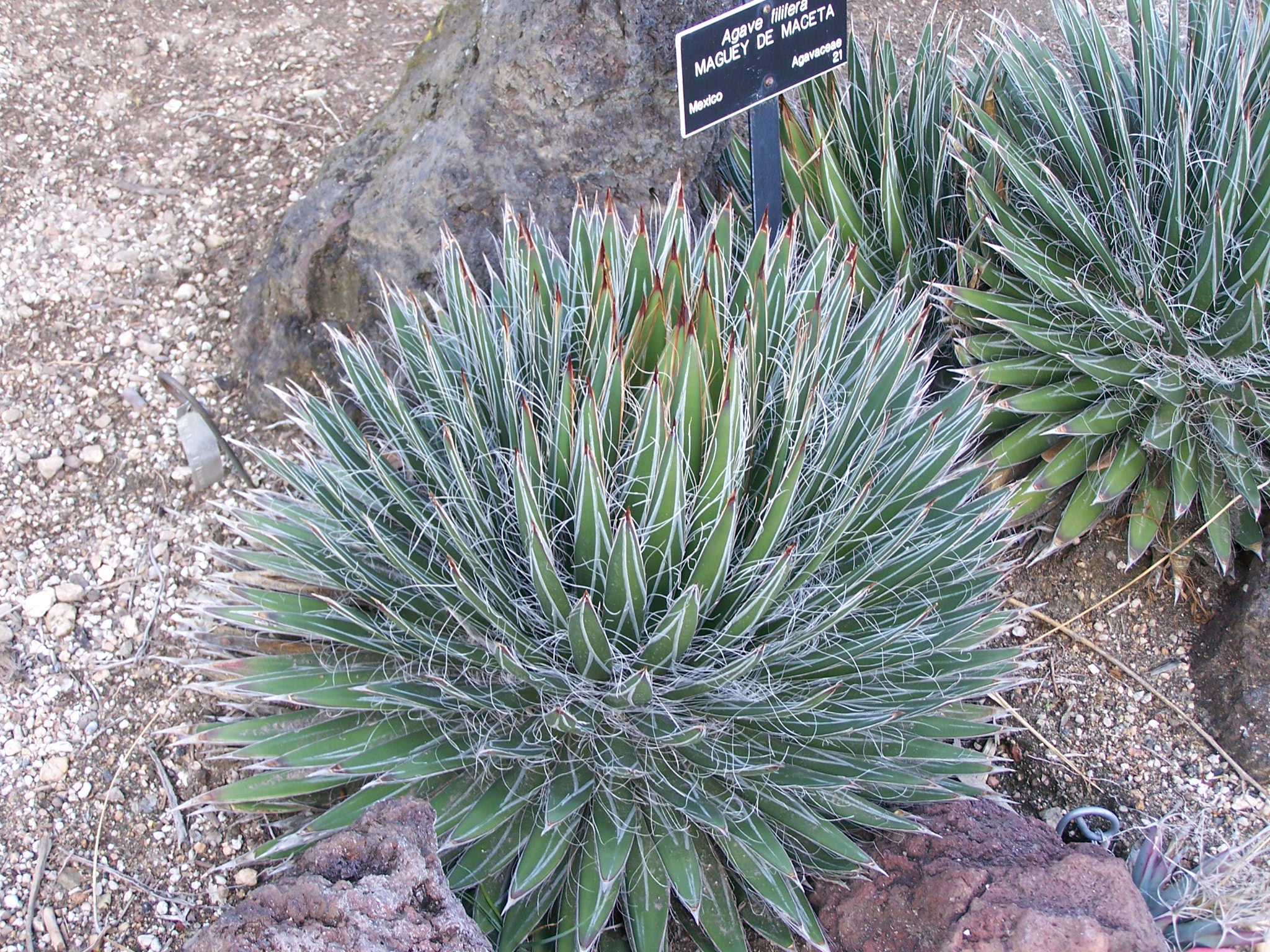
Agave filifera en el Huntington Desert Garden.

## Distribución y hábitat
Se encuentra en el Desierto de Sonora en México, donde con otras plantas suculentas puede convivir con la sequía.  También pueden encontrarse en las montañas Paparito de Chihuahua y en los Estados Unidos en Arizona y en el Condado de Santa Cruz en lugares secos a gran altura desde 1000 a 2200 metros.

## Descripción
Planta de pequeño tamaño, alcanza unos 50 cm de altura, con hojas dispuestas en roseta de color verde oscuro. Se caracteriza por los largos filamentos blancos que surgen de los márgenes y pueden alcanzar una longitud de unos 25 cm.  Cada hoja termina en una espina de color pardo. La inflorescencia puede alcanzar hasta 5 metros de altura con flores amarillas.

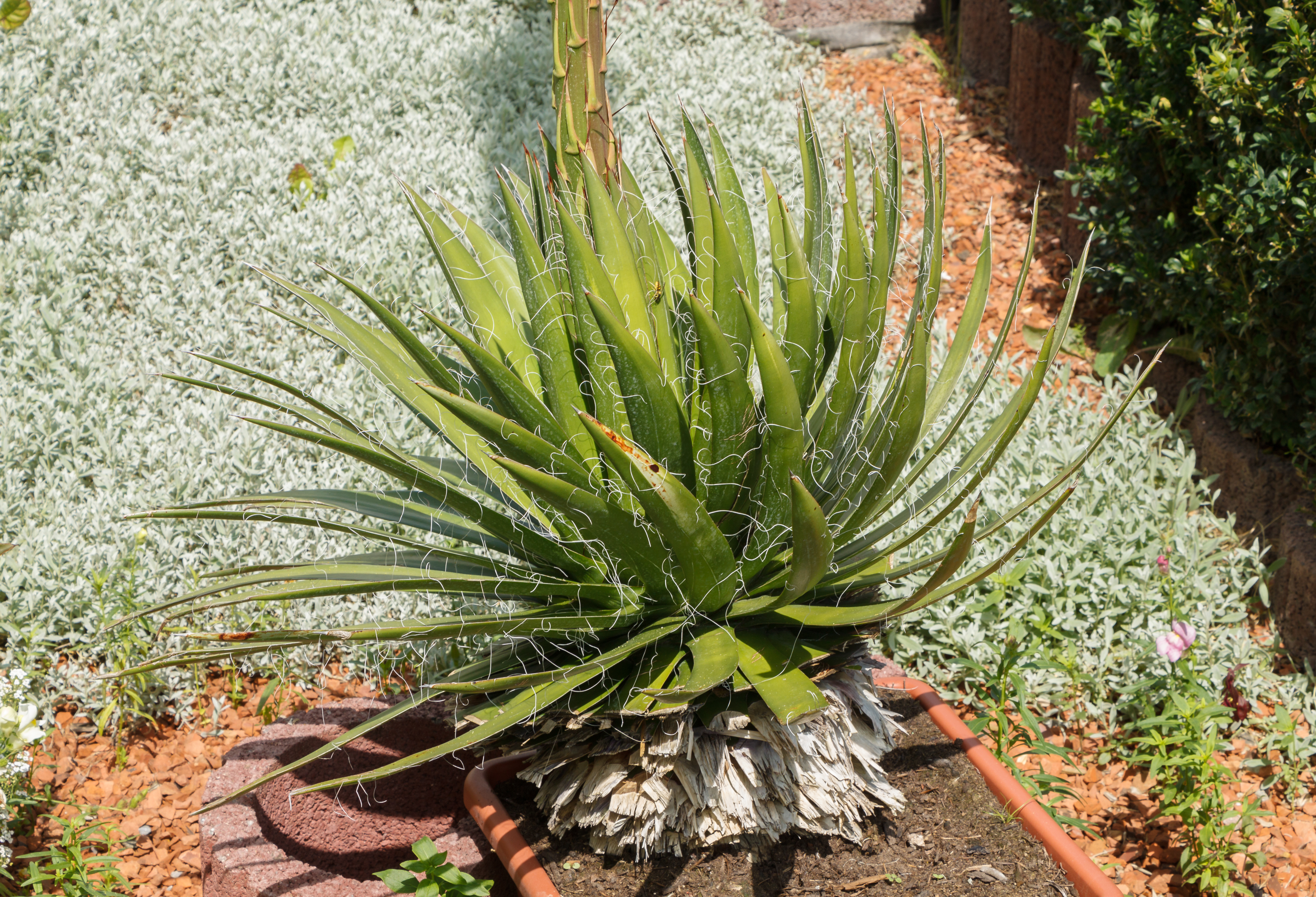
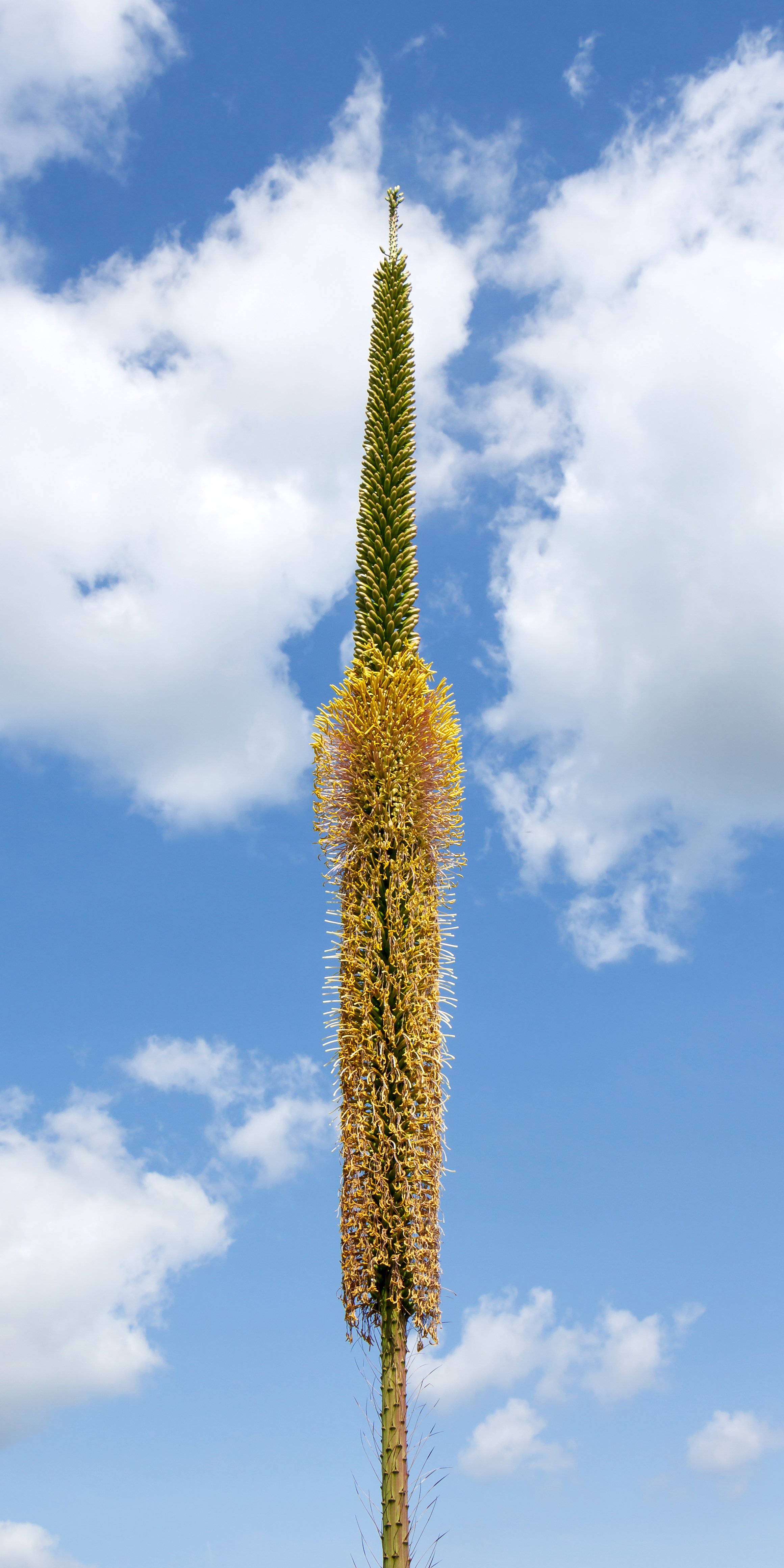
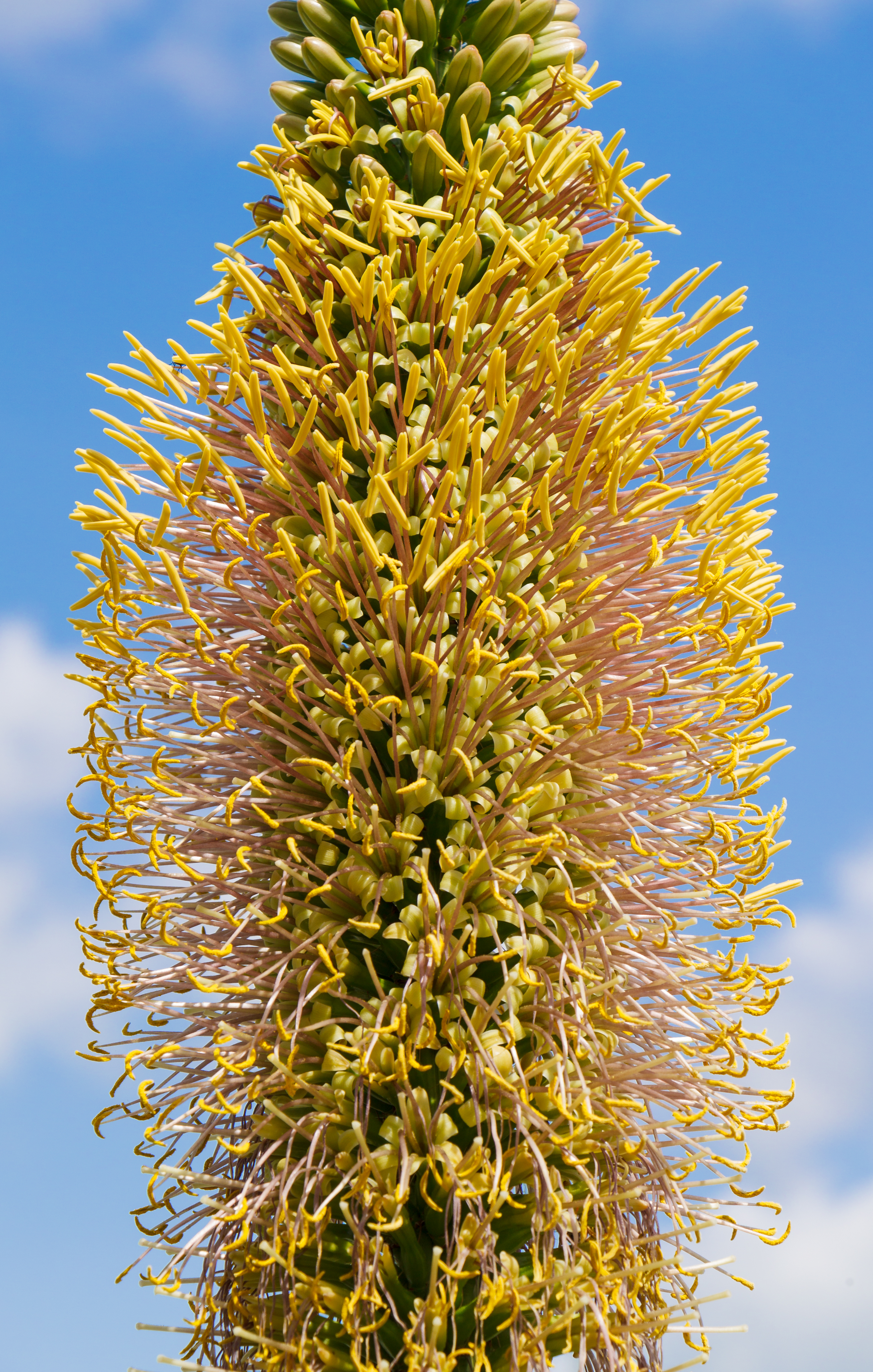

## Cultivo y usos
Como todas las especies de Agave, A. filifera requiere una ubicación a pleno sol. El sustrato debe ser permeable y bien drenado, ya que es muy sensible al exceso de agua, y temperaturas que no bajen de -5 °C, aunque es capaz de soportar más frío si el suelo se mantiene seco.
Se utiliza como planta ornamental. 

## Taxonomía
Agave filifera fue descrito por (Salm-Dyck) Baker  y publicado en Hortus Dyckensis ou Catalogue des Plantes ... 1834: 309. 1834.
Etimología
Agave: nombre genérico que fue dado a conocer científicamente en 1753 por el naturalista sueco Carlos Linneo, quien lo tomó del griego Agavos. En la mitología griega, Ágave era una ménade hija de Cadmo, rey de Tebas que, al frente de una muchedumbre de bacantes, asesinó a su hijo Penteo, sucesor de Cadmo en el trono. La palabra agave alude, pues, a algo admirable o noble.
filifera: epíteto latino que significa "con hilos".
Variedades
- Agave filifera ssp. filifera
- Agave filifera ssp. microceps
- Agave filifera ssp. multifilifera
- Agave filifera ssp. schidigera[6]

Sinonimia
- Agave filamentosa Salm-Dyck
- Agave filifera var. adornata Scheidw.
- Agave filifera var. filamentosa (Salm-Dyck) Baker
- Agave filifera var. pannosa K.Koch
- Bonapartea filamentosa (Salm-Dyck) Boucen.[7][8]

## Nombres comunes
Maguey, cabuya, cabuyo.